# 宇佐郡
- 令制国一覧 > 西海道 > 豊前国 > 宇佐郡
- 日本 > 九州地方 > 大分県 > 宇佐郡

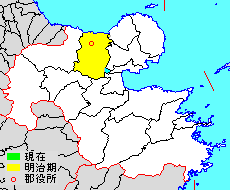
大分県宇佐郡の位置（水色：後に他郡から編入した区域）

宇佐郡（うさぐん）は、大分県（豊前国）にあった郡。

## 郡域
1878年（明治11年）に行政区画として発足した当時の郡域は、下記の区域にあたる。
- 豊後高田市の一部（水崎）
- 宇佐市の大部分（安心院町南畑を除く）

## 歴史

### 古代

#### 式内社
『延喜式』神名帳に記される郡内の式内社。
| 神名帳             | 神名帳            | 神名帳 | 神名帳 | 比定社   | 比定社             | 比定社     | 集成 |
| 社名               | 読み              | 格     | 付記   | 社名     | 所在地             | 備考       | 集成 |
| ------------------ | ----------------- | ------ | ------ | -------- | ------------------ | ---------- | ---- |
| 宇佐郡 3座（並大） |                   |        |        |          |                    |            |      |
| 八幡大菩薩宇佐宮   |                   | 名神大 |        | 宇佐神宮 | 大分県宇佐市南宇佐 | 豊前国一宮 |      |
| 比売神社           | ヒメカミ          | 名神大 |        | 宇佐神宮 | 大分県宇佐市南宇佐 | 豊前国一宮 |      |
| 大帯姫廟神社       | オホタラシヒメノ- | 名神大 |        | 宇佐神宮 | 大分県宇佐市南宇佐 | 豊前国一宮 |      |
| 凡例を表示         |                   |        |        |          |                    |            |      |

### 近世以降の沿革
- 「旧高旧領取調帳」に記載されている明治初年時点での支配は以下の通り。（240村）

| 知行   | 知行       | 村数  | 村名 |
| ------ | ---------- | ----- | --- |
| 幕府領 | 西国筋郡代 | 59村  | 平ヶ倉村、斎藤村、宮原村、景平村、別府村、樋田村、五名村、日岳村、原口村、山城村、月俣村、大門村、定別当村、吉松村、東今井村、中原村、葛原村、法鏡寺村、四日市村、上麻生村、畑田村、川部村、江島村、中須賀村、神子山新田、沖須村、住江村、郡中新田、高砂新田、順風新田、上乙女村、下乙女村、乙女新田、閤村、辛島村、下麻生村、山口村、上田村、田所村、野地村、温見村、中麻生村、下高家村、浜高家新田、芝原村、岩保新田、南鶴田新田、北鶴田新田、房ヶ畑村、正覚寺村、久兵衛新田、城村、石田村、今成村、木内村、森山村、東高家村、西高家村、上高家村 |
| 幕府領 | 旗本領     | 13村  | 木部村、猿渡村、黒村、中村、下元重村、上元重村、西山下村、上時枝村、下時枝村、末村、山袋村、東荒木村、西荒木村 |
| 藩領   | 豊前中津藩 | 128村 | 南毛村、衲屋敷村、有徳原村、矢上村、上畑村、広連村、水車村、畳石村、山ノ口村、福貴野村、寒水村、元村、下内河野村、上内河野村、今井村、森村、野山村、筌ノ口村、萱籠村、東椎屋村、若林村、板場村、川崎村、六郎丸村、尾立村、五郎丸村、妻垣村、大口田村、松本村、庄村、上楢本村、戸方村、下楢本村、東恵良村、塔尾村、口ノ坪村、広谷村、笹ヶ平村、古川村、矢津村、大見尾村、落ヶ倉村、二日市村、櫛野村、上敷田村、南敷田村、大副村、上副村、下副村、御沓村、西今井村、大根川村、佐野村、今仁村、清水村、香下村、萩迫村、台村、土岩屋村、田平村、来鉢村、和田村、羽馬礼村、上恵良村、下恵良村、西椎屋村、大塚村、広瀬村、小坂村、新洞村、沖村、北山村、東山下村、下高村、尾永井村、平原村、上納持村、下余村、大坪村、岡村、栗山村、上余村、滝貞村、小平村、上高村、山本村、船板村、新貝村、平山村、番木村、林部村、仏木村、境坪村、川底村、灘村、岳ノ首村、高並村、下舟木村、上舟木村、小稲村、大重見村、小野川内村、笠松村、上赤尾村、中赤尾村、下赤尾村、中敷田村、下敷田村、飯田村、原村、上矢部村、大仏村、垣松村、下矢部村、富山村、宮熊村、下庄村、上庄村、田ノ口村、辻村、大村、西光寺村、上拝田村、下拝田村、上市村、古市村、折敷田村、下市村 |
| 藩領   | 肥前島原藩 | 39村  | 金屋村、長洲村、高森村、西大堀村、蜷木村、松崎村、佐々礼村、水崎村、東大堀村、青森村、横田村、苅宇田村、立石村、西木村、江熊村、両戒村、山村、西屋敷村、金丸村、出光村、岩崎村、和気村、橋津村、日足村、北宇佐村、山蔵村、房ヶ畑村、内川野村、佐田村、且尾村、矢崎村、久井田村、熊村、木裳村、竜王村、鳥越村、新原村、中山村、小向野村 |
| その他 | 宇佐神宮領 | 1村   | 南宇佐村 |

- 慶応4年
  - 閏4月25日（1868年6月15日） - 幕府領が日田県の管轄となる。
  - 8月 - 旗本領が日田県の管轄となる。
- 明治2年（1869年）7月 - 宇佐神宮領が日田県の管轄となる。
- 明治3年（1870年）1月 - 幕府領の一部（城村・石田村・今成村・木内村・森山村・東高家村・西高家村・上高家村）が対馬厳原藩領となる。
- 明治4年
  - 7月14日（1871年8月29日） - 廃藩置県により、藩領が中津県、厳原県、島原県の管轄となる。
  - 11月14日（1871年12月25日） - 第1次府県統合により、全域が小倉県の管轄となる。
- 明治9年（1876年）
  - 4月18日 - 第2次府県統合により福岡県の管轄となる。
  - 8月21日 - 大分県の管轄となる。
- 明治初年 - 房ヶ畑村（幕府領）が房ヶ畑村（島原藩領）を合併。（239村）
- 明治11年（1878年）11月1日 - 郡区町村編制法の大分県での施行により、行政区画としての宇佐郡が発足。郡役所が四日市町に設置。
- 明治17年 - 明治22年までの間に以下の各村の統合が行われる。（222村）
  - 城井村 ← 東今井村、西今井村、城村
  - 山下村 ← 西山下村、東山下村
  - 麻生村 ← 上麻生村、下麻生村、中麻生村
  - 江須賀村 ← 江島村、中須賀村、沖須村
  - 荒木村 ← 東荒木村、西荒木村
  - 下毛村 ← 南毛村、下市村
  - 西衲村 ← 衲屋敷村、西光寺村
  - 矢畑村 ← 矢上村、上畑村
  - 楢本村 ← 上楢本村、下楢本村
  - 副村 ← 上副村、下副村
  - 赤尾村 ← 笠松村、上赤尾村、中赤尾村、下赤尾村
  - 大口田村が妻垣村に合併。

### 町村制以降の沿革

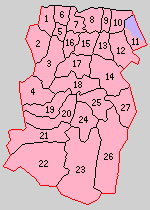
1.天津村 2.長峰村 3.横山村 4.麻生村 5.糸口村 6.高家村 7.八幡村 8.柳ヶ浦村 9.長洲村 10.和間村 11.封戸村 12.北馬城村 13.宇佐町 14.西馬城村 15.駅館村 16.四日市村 17.豊川村 18.両川村 19.高並村 20.東院内村 21.院内村 22.南院内村 23.明治村 24.竜王村 25.安心院村 26.津房村 27.佐田村（紫：豊後高田市 赤：宇佐市）

- 明治22年（1889年）4月1日 - 町村制の施行により、以下の町村が発足。特記以外は全域が現・宇佐市。（1町26村）
  - 天津村 ← 下敷田村、上庄村、下庄村、宮熊村、上敷田村、中敷田村、富山村、南敷田村
  - 長峰村 ← 大根川村、佐野村、木部村、清水村、今仁村、赤尾村
  - 横山村 ← 上元重村、木内村、今成村、中村、山袋村、黒村、山下村、下元重村、末村
  - 麻生村 ← 麻生村、山口村、灘村、岳ノ首村
  - 糸口村 ← 上時枝村、猿渡村、下時枝村、上高村、下高村
  - 高家村 ← 東高家村、西高家村、上高家村、下高家村、浜高家新田
  - 八幡村 ← 下乙女村、乙女新田、上乙女村、尾永井村、森山村、荒木村
  - 柳ヶ浦村 ← 江須賀村、住江村、神子山新田、順風新田、高砂新田、郡中新田
  - 長洲村 ← 長洲村、金屋村
  - 和間村 ← 松崎村、佐々礼村、西大堀村、蜷木村、久兵衛新田、岩保新田、南鶴田新田、北鶴田新田
  - 封戸村 ← 青森村、東大堀村、横田村、苅宇田村、立石村、西木村（現・宇佐市）、水崎村（現・豊後高田市）
  - 北馬城村 ← 岩崎村、西屋敷村、金丸村、江熊村、両戒村、出光村、山村、和気村、橋津村、日足村
  - 宇佐町 ← 南宇佐村、北宇佐村、高森村、小向野村
  - 西馬城村 ← 上矢部村、下矢部村、正覚寺村、平ヶ倉村、熊村
  - 駅館村 ← 上田村、芝原村、畑田村、閤村、川部村、辛島村、法鏡寺村
  - 四日市村 ← 四日市村、城井村、吉松村、石田村、葛原村
  - 豊川村 ← 中原村、樋田村、別府村、大塚村、山本村、上拝田村、下拝田村
  - 両川村 ← 香下村、北山村、沖村、広瀬村、小坂村、新洞村、櫛野村
  - 高並村 ← 小稲村、高並村、下舟木村、上舟木村、大重見村、小野川内村
  - 東院内村 ← 副村、二日市村、大副村、御沓村、山城村、原口村、五名村、日岳村
  - 院内村 ← 景平村、落ヶ倉村、斎藤村、宮原村、大門村、月俣村、定別当村
  - 南院内村 ← 下恵良村、田所村、野地村、温見村、上恵良村、西椎屋村、来鉢村、和田村、羽馬礼村、田平村、台村、土岩屋村、荻迫村、平原村、大坪村、下余村、上納持村、上余村、栗山村、岡村、小平村、滝貞村
  - 明治村 ← 上内河野村、福貴野村、寒水村、元村、山ノ口村、畳石村、水車村、広連村、矢畑村、下内河野村、筌ノ口村、番木村、仏木村、村部村、境坪村、川底村、新貝村、船板村、平山村
  - 竜王村 ← 竜王村、今井村、大村、有徳原村、西衲村、野山村、森村、鳥越村、中山村、田ノ口村、辻村、恒松村、大仏村
  - 安心院村 ← 木裳村、妻垣村、古市村、上市村、折敷田村、下毛村、原村、飯田村、新原村、庄村、戸方村
  - 津房村 ← 六郎丸村、楢本村、東恵良村、尾立村、川崎村、板場村、松本村、萱籠村、東椎屋村、若林村、五郎丸村
  - 佐田村 ← 佐田村、塔尾村、大見尾村、矢津村、広谷村、口ノ坪村、笹ヶ平村、古川村、内川野村、山蔵村、房ヶ畑村、且尾村、矢崎村、久井田村
- 明治24年（1891年）
  - 4月1日 - 郡制を施行。
  - 5月11日 - 長洲村が町制施行して長洲町となる。（2町25村）
  - 11月2日 - 四日市村が町制施行して四日市町となる。（3町24村）
- 大正12年（1923年）4月1日 - 郡会が廃止。郡役所は存続。
- 大正15年（1926年）7月1日 - 郡役所が廃止。以降は地域区分名称となる。
- 昭和10年（1935年）時点での当郡の面積は437.74平方km、人口は76,381人（男37,011人・女39,370人）[16]。
- 昭和13年（1938年）10月1日 - 安心院村が町制施行して安心院町となる。（4町23村）
- 昭和15年（1940年）7月1日 - 柳ヶ浦村が町制施行して柳ヶ浦町となる。（5町22村）
- 昭和17年（1942年）7月1日 - 「宇佐地方事務所」が四日市町に設置され、本郡を管轄。
- 昭和26年（1951年）4月1日
  - 龍王村の一部（恒松・龍王・田ノ口・大仏・辻）が安心院町に編入。
  - 明治村・龍王村の残部が合併して深見村が発足。（5町21村）
- 昭和29年（1954年）3月31日
  - 駅館村・豊川村・西馬城村が合併して駅川村が発足。（5町19村）
  - 四日市町・横山村・麻生村・高家村・八幡村・天津村・長峰村・糸口村が合併し、改めて四日市町が発足。（5町12村）
- 昭和30年（1955年）
  - 1月1日（5町5村）
    - 南院内村・院内村・東院内村・高並村・両川村が合併し、改めて院内村が発足。
    - 深見村・津房村・佐田村・安心院町・駅川村の一部（平ヶ倉および熊・正覚寺の各一部）が合併し、改めて安心院町が発足。

  - 3月31日（4町2村）
    - 柳ヶ浦町・長洲町・和間村が合併し、改めて長洲町が発足。
    - 封戸村の一部（水崎）が豊後高田市に編入。
    - 宇佐町・北馬城村および封戸村の残部が合併し、改めて宇佐町が発足。

  - 8月1日 - 駅川村が町制施行して駅川町となる。（5町1村）
- 昭和35年（1960年）10月1日 - 院内村が町制施行して院内町となる。（6町）
- 昭和42年（1967年）4月1日 - 駅川町・四日市町・長洲町・宇佐町が合併して宇佐市が発足し、郡より離脱。（2町）
- 平成17年（2005年）3月31日 - 院内町・安心院町が宇佐市と合併し、改めて宇佐市が発足。同日宇佐郡消滅。

### 変遷表
| 明治17年以前        | 明治17年以前        | 明治17年 - 明治22年 | 明治22年 4月1日 町村制施行 | 明治22年 - 昭和19年           | 昭和20年 - 昭和29年           | 昭和30年 - 昭和34年              | 昭和35年 - 昭和63年         | 平成元年 - 現在                  | 現在       |
| ------------------- | ------------------- | ------------------- | -------------------------- | ----------------------------- | ----------------------------- | -------------------------------- | --------------------------- | -------------------------------- | ---------- |
| 水崎村              | 水崎村              | 水崎村              | 封戸村                     | 封戸村                        | 封戸村                        | 昭和30年3月31日 豊後高田市に編入 | 豊後高田市の一部            | 平成17年3月31日 豊後高田市の一部 | 豊後高田市 |
| 青森村              | 青森村              | 青森村              | 封戸村                     | 封戸村                        | 封戸村                        | 昭和30年3月31日 宇佐町           | 昭和42年4月1日 宇佐市       | 平成17年3月31日 宇佐市           | 宇佐市     |
| 東大堀村            | 東大堀村            | 東大堀村            | 封戸村                     | 封戸村                        | 封戸村                        | 昭和30年3月31日 宇佐町           | 昭和42年4月1日 宇佐市       | 平成17年3月31日 宇佐市           | 宇佐市     |
| 横田村              | 横田村              | 横田村              | 封戸村                     | 封戸村                        | 封戸村                        | 昭和30年3月31日 宇佐町           | 昭和42年4月1日 宇佐市       | 平成17年3月31日 宇佐市           | 宇佐市     |
| 苅宇田村            | 苅宇田村            | 苅宇田村            | 封戸村                     | 封戸村                        | 封戸村                        | 昭和30年3月31日 宇佐町           | 昭和42年4月1日 宇佐市       | 平成17年3月31日 宇佐市           | 宇佐市     |
| 立石村              | 立石村              | 立石村              | 封戸村                     | 封戸村                        | 封戸村                        | 昭和30年3月31日 宇佐町           | 昭和42年4月1日 宇佐市       | 平成17年3月31日 宇佐市           | 宇佐市     |
| 西木村              | 西木村              | 西木村              | 封戸村                     | 封戸村                        | 封戸村                        | 昭和30年3月31日 宇佐町           | 昭和42年4月1日 宇佐市       | 平成17年3月31日 宇佐市           | 宇佐市     |
| 南宇佐村            | 南宇佐村            | 南宇佐村            | 宇佐町                     | 宇佐町                        | 宇佐町                        | 昭和30年3月31日 宇佐町           | 昭和42年4月1日 宇佐市       | 平成17年3月31日 宇佐市           | 宇佐市     |
| 北宇佐村            | 北宇佐村            | 北宇佐村            | 宇佐町                     | 宇佐町                        | 宇佐町                        | 昭和30年3月31日 宇佐町           | 昭和42年4月1日 宇佐市       | 平成17年3月31日 宇佐市           | 宇佐市     |
| 高森村              | 高森村              | 高森村              | 宇佐町                     | 宇佐町                        | 宇佐町                        | 昭和30年3月31日 宇佐町           | 昭和42年4月1日 宇佐市       | 平成17年3月31日 宇佐市           | 宇佐市     |
| 小向野村            | 小向野村            | 小向野村            | 宇佐町                     | 宇佐町                        | 宇佐町                        | 昭和30年3月31日 宇佐町           | 昭和42年4月1日 宇佐市       | 平成17年3月31日 宇佐市           | 宇佐市     |
| 岩崎村              | 岩崎村              | 岩崎村              | 北馬城村                   | 北馬城村                      | 北馬城村                      | 昭和30年3月31日 宇佐町           | 昭和42年4月1日 宇佐市       | 平成17年3月31日 宇佐市           | 宇佐市     |
| 西屋敷村            | 西屋敷村            | 西屋敷村            | 北馬城村                   | 北馬城村                      | 北馬城村                      | 昭和30年3月31日 宇佐町           | 昭和42年4月1日 宇佐市       | 平成17年3月31日 宇佐市           | 宇佐市     |
| 金丸村              | 金丸村              | 金丸村              | 北馬城村                   | 北馬城村                      | 北馬城村                      | 昭和30年3月31日 宇佐町           | 昭和42年4月1日 宇佐市       | 平成17年3月31日 宇佐市           | 宇佐市     |
| 江熊村              | 江熊村              | 江熊村              | 北馬城村                   | 北馬城村                      | 北馬城村                      | 昭和30年3月31日 宇佐町           | 昭和42年4月1日 宇佐市       | 平成17年3月31日 宇佐市           | 宇佐市     |
| 両戒村              | 両戒村              | 両戒村              | 北馬城村                   | 北馬城村                      | 北馬城村                      | 昭和30年3月31日 宇佐町           | 昭和42年4月1日 宇佐市       | 平成17年3月31日 宇佐市           | 宇佐市     |
| 出光村              | 出光村              | 出光村              | 北馬城村                   | 北馬城村                      | 北馬城村                      | 昭和30年3月31日 宇佐町           | 昭和42年4月1日 宇佐市       | 平成17年3月31日 宇佐市           | 宇佐市     |
| 山村                | 山村                | 山村                | 北馬城村                   | 北馬城村                      | 北馬城村                      | 昭和30年3月31日 宇佐町           | 昭和42年4月1日 宇佐市       | 平成17年3月31日 宇佐市           | 宇佐市     |
| 和気村              | 和気村              | 和気村              | 北馬城村                   | 北馬城村                      | 北馬城村                      | 昭和30年3月31日 宇佐町           | 昭和42年4月1日 宇佐市       | 平成17年3月31日 宇佐市           | 宇佐市     |
| 橋津村              | 橋津村              | 橋津村              | 北馬城村                   | 北馬城村                      | 北馬城村                      | 昭和30年3月31日 宇佐町           | 昭和42年4月1日 宇佐市       | 平成17年3月31日 宇佐市           | 宇佐市     |
| 日足村              | 日足村              | 日足村              | 北馬城村                   | 北馬城村                      | 北馬城村                      | 昭和30年3月31日 宇佐町           | 昭和42年4月1日 宇佐市       | 平成17年3月31日 宇佐市           | 宇佐市     |
| 四日市村            | 四日市村            | 四日市村            | 四日市村                   | 明治24年11月2日 町制 四日市町 | 昭和29年3月31日 四日市町      | 四日市町                         | 昭和42年4月1日 宇佐市       | 平成17年3月31日 宇佐市           | 宇佐市     |
| 東今井村            | 東今井村            | 城井村              | 四日市村                   | 明治24年11月2日 町制 四日市町 | 昭和29年3月31日 四日市町      | 四日市町                         | 昭和42年4月1日 宇佐市       | 平成17年3月31日 宇佐市           | 宇佐市     |
| 西今井村            |                     | 城井村              | 四日市村                   | 明治24年11月2日 町制 四日市町 | 昭和29年3月31日 四日市町      | 四日市町                         | 昭和42年4月1日 宇佐市       | 平成17年3月31日 宇佐市           | 宇佐市     |
| 城村                |                     | 城井村              | 四日市村                   | 明治24年11月2日 町制 四日市町 | 昭和29年3月31日 四日市町      | 四日市町                         | 昭和42年4月1日 宇佐市       | 平成17年3月31日 宇佐市           | 宇佐市     |
| 吉松村              | 吉松村              | 吉松村              | 四日市村                   | 明治24年11月2日 町制 四日市町 | 昭和29年3月31日 四日市町      | 四日市町                         | 昭和42年4月1日 宇佐市       | 平成17年3月31日 宇佐市           | 宇佐市     |
| 石田村              | 石田村              | 石田村              | 四日市村                   | 明治24年11月2日 町制 四日市町 | 昭和29年3月31日 四日市町      | 四日市町                         | 昭和42年4月1日 宇佐市       | 平成17年3月31日 宇佐市           | 宇佐市     |
| 葛原村              | 葛原村              | 葛原村              | 四日市村                   | 明治24年11月2日 町制 四日市町 | 昭和29年3月31日 四日市町      | 四日市町                         | 昭和42年4月1日 宇佐市       | 平成17年3月31日 宇佐市           | 宇佐市     |
| 下敷田村            | 下敷田村            | 下敷田村            | 天津村                     | 天津村                        | 昭和29年3月31日 四日市町      | 四日市町                         | 昭和42年4月1日 宇佐市       | 平成17年3月31日 宇佐市           | 宇佐市     |
| 上庄村              | 上庄村              | 上庄村              | 天津村                     | 天津村                        | 昭和29年3月31日 四日市町      | 四日市町                         | 昭和42年4月1日 宇佐市       | 平成17年3月31日 宇佐市           | 宇佐市     |
| 下庄村              | 下庄村              | 下庄村              | 天津村                     | 天津村                        | 昭和29年3月31日 四日市町      | 四日市町                         | 昭和42年4月1日 宇佐市       | 平成17年3月31日 宇佐市           | 宇佐市     |
| 宮熊村              | 宮熊村              | 宮熊村              | 天津村                     | 天津村                        | 昭和29年3月31日 四日市町      | 四日市町                         | 昭和42年4月1日 宇佐市       | 平成17年3月31日 宇佐市           | 宇佐市     |
| 上敷田村            | 上敷田村            | 上敷田村            | 天津村                     | 天津村                        | 昭和29年3月31日 四日市町      | 四日市町                         | 昭和42年4月1日 宇佐市       | 平成17年3月31日 宇佐市           | 宇佐市     |
| 中敷田村            | 中敷田村            | 中敷田村            | 天津村                     | 天津村                        | 昭和29年3月31日 四日市町      | 四日市町                         | 昭和42年4月1日 宇佐市       | 平成17年3月31日 宇佐市           | 宇佐市     |
| 富山村              | 富山村              | 富山村              | 天津村                     | 天津村                        | 昭和29年3月31日 四日市町      | 四日市町                         | 昭和42年4月1日 宇佐市       | 平成17年3月31日 宇佐市           | 宇佐市     |
| 南敷田村            | 南敷田村            | 南敷田村            | 天津村                     | 天津村                        | 昭和29年3月31日 四日市町      | 四日市町                         | 昭和42年4月1日 宇佐市       | 平成17年3月31日 宇佐市           | 宇佐市     |
| 大根川村            | 大根川村            | 大根川村            | 長峰村                     | 長峰村                        | 昭和29年3月31日 四日市町      | 四日市町                         | 昭和42年4月1日 宇佐市       | 平成17年3月31日 宇佐市           | 宇佐市     |
| 佐野村              | 佐野村              | 佐野村              | 長峰村                     | 長峰村                        | 昭和29年3月31日 四日市町      | 四日市町                         | 昭和42年4月1日 宇佐市       | 平成17年3月31日 宇佐市           | 宇佐市     |
| 木部村              | 木部村              | 木部村              | 長峰村                     | 長峰村                        | 昭和29年3月31日 四日市町      | 四日市町                         | 昭和42年4月1日 宇佐市       | 平成17年3月31日 宇佐市           | 宇佐市     |
| 清水村              | 清水村              | 清水村              | 長峰村                     | 長峰村                        | 昭和29年3月31日 四日市町      | 四日市町                         | 昭和42年4月1日 宇佐市       | 平成17年3月31日 宇佐市           | 宇佐市     |
| 今仁村              | 今仁村              | 今仁村              | 長峰村                     | 長峰村                        | 昭和29年3月31日 四日市町      | 四日市町                         | 昭和42年4月1日 宇佐市       | 平成17年3月31日 宇佐市           | 宇佐市     |
| 笠松村              | 笠松村              | 赤尾村              | 長峰村                     | 長峰村                        | 昭和29年3月31日 四日市町      | 四日市町                         | 昭和42年4月1日 宇佐市       | 平成17年3月31日 宇佐市           | 宇佐市     |
| 上赤尾村            |                     | 赤尾村              | 長峰村                     | 長峰村                        | 昭和29年3月31日 四日市町      | 四日市町                         | 昭和42年4月1日 宇佐市       | 平成17年3月31日 宇佐市           | 宇佐市     |
| 中赤尾村            |                     | 赤尾村              | 長峰村                     | 長峰村                        | 昭和29年3月31日 四日市町      | 四日市町                         | 昭和42年4月1日 宇佐市       | 平成17年3月31日 宇佐市           | 宇佐市     |
| 下赤尾村            |                     | 赤尾村              | 長峰村                     | 長峰村                        | 昭和29年3月31日 四日市町      | 四日市町                         | 昭和42年4月1日 宇佐市       | 平成17年3月31日 宇佐市           | 宇佐市     |
| 上元重村            | 上元重村            | 上元重村            | 横山村                     | 横山村                        | 昭和29年3月31日 四日市町      | 四日市町                         | 昭和42年4月1日 宇佐市       | 平成17年3月31日 宇佐市           | 宇佐市     |
| 木内村              | 木内村              | 木内村              | 横山村                     | 横山村                        | 昭和29年3月31日 四日市町      | 四日市町                         | 昭和42年4月1日 宇佐市       | 平成17年3月31日 宇佐市           | 宇佐市     |
| 今成村              | 今成村              | 今成村              | 横山村                     | 横山村                        | 昭和29年3月31日 四日市町      | 四日市町                         | 昭和42年4月1日 宇佐市       | 平成17年3月31日 宇佐市           | 宇佐市     |
| 中村                | 中村                | 中村                | 横山村                     | 横山村                        | 昭和29年3月31日 四日市町      | 四日市町                         | 昭和42年4月1日 宇佐市       | 平成17年3月31日 宇佐市           | 宇佐市     |
| 山袋村              | 山袋村              | 山袋村              | 横山村                     | 横山村                        | 昭和29年3月31日 四日市町      | 四日市町                         | 昭和42年4月1日 宇佐市       | 平成17年3月31日 宇佐市           | 宇佐市     |
| 黒村                | 黒村                | 黒村                | 横山村                     | 横山村                        | 昭和29年3月31日 四日市町      | 四日市町                         | 昭和42年4月1日 宇佐市       | 平成17年3月31日 宇佐市           | 宇佐市     |
| 西山下村            | 西山下村            | 山下村              | 横山村                     | 横山村                        | 昭和29年3月31日 四日市町      | 四日市町                         | 昭和42年4月1日 宇佐市       | 平成17年3月31日 宇佐市           | 宇佐市     |
| 東山下村            |                     | 山下村              | 横山村                     | 横山村                        | 昭和29年3月31日 四日市町      | 四日市町                         | 昭和42年4月1日 宇佐市       | 平成17年3月31日 宇佐市           | 宇佐市     |
| 下元重村            | 下元重村            | 下元重村            | 横山村                     | 横山村                        | 昭和29年3月31日 四日市町      | 四日市町                         | 昭和42年4月1日 宇佐市       | 平成17年3月31日 宇佐市           | 宇佐市     |
| 末村                | 末村                | 末村                | 横山村                     | 横山村                        | 昭和29年3月31日 四日市町      | 四日市町                         | 昭和42年4月1日 宇佐市       | 平成17年3月31日 宇佐市           | 宇佐市     |
| 上麻生村            | 上麻生村            | 麻生村              | 麻生村                     | 麻生村                        | 昭和29年3月31日 四日市町      | 四日市町                         | 昭和42年4月1日 宇佐市       | 平成17年3月31日 宇佐市           | 宇佐市     |
| 中麻生村            |                     | 麻生村              | 麻生村                     | 麻生村                        | 昭和29年3月31日 四日市町      | 四日市町                         | 昭和42年4月1日 宇佐市       | 平成17年3月31日 宇佐市           | 宇佐市     |
| 下麻生村            |                     | 麻生村              | 麻生村                     | 麻生村                        | 昭和29年3月31日 四日市町      | 四日市町                         | 昭和42年4月1日 宇佐市       | 平成17年3月31日 宇佐市           | 宇佐市     |
| 山口村              | 山口村              | 山口村              | 麻生村                     | 麻生村                        | 昭和29年3月31日 四日市町      | 四日市町                         | 昭和42年4月1日 宇佐市       | 平成17年3月31日 宇佐市           | 宇佐市     |
| 灘村                | 灘村                | 灘村                | 麻生村                     | 麻生村                        | 昭和29年3月31日 四日市町      | 四日市町                         | 昭和42年4月1日 宇佐市       | 平成17年3月31日 宇佐市           | 宇佐市     |
| 岳ノ首村            | 岳ノ首村            | 岳ノ首村            | 麻生村                     | 麻生村                        | 昭和29年3月31日 四日市町      | 四日市町                         | 昭和42年4月1日 宇佐市       | 平成17年3月31日 宇佐市           | 宇佐市     |
| 上時枝村            | 上時枝村            | 上時枝村            | 糸口村                     | 糸口村                        | 昭和29年3月31日 四日市町      | 四日市町                         | 昭和42年4月1日 宇佐市       | 平成17年3月31日 宇佐市           | 宇佐市     |
| 猿渡村              | 猿渡村              | 猿渡村              | 糸口村                     | 糸口村                        | 昭和29年3月31日 四日市町      | 四日市町                         | 昭和42年4月1日 宇佐市       | 平成17年3月31日 宇佐市           | 宇佐市     |
| 下時枝村            | 下時枝村            | 下時枝村            | 糸口村                     | 糸口村                        | 昭和29年3月31日 四日市町      | 四日市町                         | 昭和42年4月1日 宇佐市       | 平成17年3月31日 宇佐市           | 宇佐市     |
| 上高村              | 上高村              | 上高村              | 糸口村                     | 糸口村                        | 昭和29年3月31日 四日市町      | 四日市町                         | 昭和42年4月1日 宇佐市       | 平成17年3月31日 宇佐市           | 宇佐市     |
| 下高村              | 下高村              | 下高村              | 糸口村                     | 糸口村                        | 昭和29年3月31日 四日市町      | 四日市町                         | 昭和42年4月1日 宇佐市       | 平成17年3月31日 宇佐市           | 宇佐市     |
| 東高家村            | 東高家村            | 東高家村            | 高家村                     | 高家村                        | 昭和29年3月31日 四日市町      | 四日市町                         | 昭和42年4月1日 宇佐市       | 平成17年3月31日 宇佐市           | 宇佐市     |
| 西高家村            | 西高家村            | 西高家村            | 高家村                     | 高家村                        | 昭和29年3月31日 四日市町      | 四日市町                         | 昭和42年4月1日 宇佐市       | 平成17年3月31日 宇佐市           | 宇佐市     |
| 上高家村            | 上高家村            | 上高家村            | 高家村                     | 高家村                        | 昭和29年3月31日 四日市町      | 四日市町                         | 昭和42年4月1日 宇佐市       | 平成17年3月31日 宇佐市           | 宇佐市     |
| 下高家村            | 下高家村            | 下高家村            | 高家村                     | 高家村                        | 昭和29年3月31日 四日市町      | 四日市町                         | 昭和42年4月1日 宇佐市       | 平成17年3月31日 宇佐市           | 宇佐市     |
| 浜高家新田          | 浜高家新田          | 浜高家新田          | 高家村                     | 高家村                        | 昭和29年3月31日 四日市町      | 四日市町                         | 昭和42年4月1日 宇佐市       | 平成17年3月31日 宇佐市           | 宇佐市     |
| 下乙女村            | 下乙女村            | 下乙女村            | 八幡村                     | 八幡村                        | 昭和29年3月31日 四日市町      | 四日市町                         | 昭和42年4月1日 宇佐市       | 平成17年3月31日 宇佐市           | 宇佐市     |
| 乙女新田            | 乙女新田            | 乙女新田            | 八幡村                     | 八幡村                        | 昭和29年3月31日 四日市町      | 四日市町                         | 昭和42年4月1日 宇佐市       | 平成17年3月31日 宇佐市           | 宇佐市     |
| 上乙女村            | 上乙女村            | 上乙女村            | 八幡村                     | 八幡村                        | 昭和29年3月31日 四日市町      | 四日市町                         | 昭和42年4月1日 宇佐市       | 平成17年3月31日 宇佐市           | 宇佐市     |
| 尾永井村            | 尾永井村            | 尾永井村            | 八幡村                     | 八幡村                        | 昭和29年3月31日 四日市町      | 四日市町                         | 昭和42年4月1日 宇佐市       | 平成17年3月31日 宇佐市           | 宇佐市     |
| 森山村              | 森山村              | 森山村              | 八幡村                     | 八幡村                        | 昭和29年3月31日 四日市町      | 四日市町                         | 昭和42年4月1日 宇佐市       | 平成17年3月31日 宇佐市           | 宇佐市     |
| 東荒木村            | 東荒木村            | 荒木村              | 八幡村                     | 八幡村                        | 昭和29年3月31日 四日市町      | 四日市町                         | 昭和42年4月1日 宇佐市       | 平成17年3月31日 宇佐市           | 宇佐市     |
| 西荒木村            |                     | 荒木村              | 八幡村                     | 八幡村                        | 昭和29年3月31日 四日市町      | 四日市町                         | 昭和42年4月1日 宇佐市       | 平成17年3月31日 宇佐市           | 宇佐市     |
| 長洲村              | 長洲村              | 長洲村              | 長洲村                     | 明治24年5月24日 町制 長洲町   | 長洲町                        | 昭和30年3月31日 長洲町           | 昭和42年4月1日 宇佐市       | 平成17年3月31日 宇佐市           | 宇佐市     |
| 金屋村              | 金屋村              | 金屋村              | 長洲村                     | 明治24年5月24日 町制 長洲町   | 長洲町                        | 昭和30年3月31日 長洲町           | 昭和42年4月1日 宇佐市       | 平成17年3月31日 宇佐市           | 宇佐市     |
| 江島村              | 江島村              | 江須賀村            | 柳ヶ浦村                   | 昭和15年7月1日 町制 柳ヶ浦町  | 柳ヶ浦町                      | 昭和30年3月31日 長洲町           | 昭和42年4月1日 宇佐市       | 平成17年3月31日 宇佐市           | 宇佐市     |
| 中須賀村            |                     | 江須賀村            | 柳ヶ浦村                   | 昭和15年7月1日 町制 柳ヶ浦町  | 柳ヶ浦町                      | 昭和30年3月31日 長洲町           | 昭和42年4月1日 宇佐市       | 平成17年3月31日 宇佐市           | 宇佐市     |
| 沖須村              |                     | 江須賀村            | 柳ヶ浦村                   | 昭和15年7月1日 町制 柳ヶ浦町  | 柳ヶ浦町                      | 昭和30年3月31日 長洲町           | 昭和42年4月1日 宇佐市       | 平成17年3月31日 宇佐市           | 宇佐市     |
| 住江村              | 住江村              | 住江村              | 柳ヶ浦村                   | 昭和15年7月1日 町制 柳ヶ浦町  | 柳ヶ浦町                      | 昭和30年3月31日 長洲町           | 昭和42年4月1日 宇佐市       | 平成17年3月31日 宇佐市           | 宇佐市     |
| 神子山新田          | 神子山新田          | 神子山新田          | 柳ヶ浦村                   | 昭和15年7月1日 町制 柳ヶ浦町  | 柳ヶ浦町                      | 昭和30年3月31日 長洲町           | 昭和42年4月1日 宇佐市       | 平成17年3月31日 宇佐市           | 宇佐市     |
| 順風新田            | 順風新田            | 順風新田            | 柳ヶ浦村                   | 昭和15年7月1日 町制 柳ヶ浦町  | 柳ヶ浦町                      | 昭和30年3月31日 長洲町           | 昭和42年4月1日 宇佐市       | 平成17年3月31日 宇佐市           | 宇佐市     |
| 高砂新田            | 高砂新田            | 高砂新田            | 柳ヶ浦村                   | 昭和15年7月1日 町制 柳ヶ浦町  | 柳ヶ浦町                      | 昭和30年3月31日 長洲町           | 昭和42年4月1日 宇佐市       | 平成17年3月31日 宇佐市           | 宇佐市     |
| 郡中新田            | 郡中新田            | 郡中新田            | 柳ヶ浦村                   | 昭和15年7月1日 町制 柳ヶ浦町  | 柳ヶ浦町                      | 昭和30年3月31日 長洲町           | 昭和42年4月1日 宇佐市       | 平成17年3月31日 宇佐市           | 宇佐市     |
| 松崎村              | 松崎村              | 松崎村              | 和間村                     | 和間村                        | 和間村                        | 昭和30年3月31日 長洲町           | 昭和42年4月1日 宇佐市       | 平成17年3月31日 宇佐市           | 宇佐市     |
| 佐々礼村            | 佐々礼村            | 佐々礼村            | 和間村                     | 和間村                        | 和間村                        | 昭和30年3月31日 長洲町           | 昭和42年4月1日 宇佐市       | 平成17年3月31日 宇佐市           | 宇佐市     |
| 西大堀村            | 西大堀村            | 西大堀村            | 和間村                     | 和間村                        | 和間村                        | 昭和30年3月31日 長洲町           | 昭和42年4月1日 宇佐市       | 平成17年3月31日 宇佐市           | 宇佐市     |
| 蜷木村              | 蜷木村              | 蜷木村              | 和間村                     | 和間村                        | 和間村                        | 昭和30年3月31日 長洲町           | 昭和42年4月1日 宇佐市       | 平成17年3月31日 宇佐市           | 宇佐市     |
| 久兵衛新田          | 久兵衛新田          | 久兵衛新田          | 和間村                     | 和間村                        | 和間村                        | 昭和30年3月31日 長洲町           | 昭和42年4月1日 宇佐市       | 平成17年3月31日 宇佐市           | 宇佐市     |
| 岩保新田            | 岩保新田            | 岩保新田            | 和間村                     | 和間村                        | 和間村                        | 昭和30年3月31日 長洲町           | 昭和42年4月1日 宇佐市       | 平成17年3月31日 宇佐市           | 宇佐市     |
| 南鶴田新田          | 南鶴田新田          | 南鶴田新田          | 和間村                     | 和間村                        | 和間村                        | 昭和30年3月31日 長洲町           | 昭和42年4月1日 宇佐市       | 平成17年3月31日 宇佐市           | 宇佐市     |
| 北鶴田新田          | 北鶴田新田          | 北鶴田新田          | 和間村                     | 和間村                        | 和間村                        | 昭和30年3月31日 長洲町           | 昭和42年4月1日 宇佐市       | 平成17年3月31日 宇佐市           | 宇佐市     |
| 上田村              | 上田村              | 上田村              | 駅館村                     | 駅館村                        | 昭和29年3月31日 駅川村        | 昭和30年8月1日 町制 駅川町       | 昭和42年4月1日 宇佐市       | 平成17年3月31日 宇佐市           | 宇佐市     |
| 芝原村              | 芝原村              | 芝原村              | 駅館村                     | 駅館村                        | 昭和29年3月31日 駅川村        | 昭和30年8月1日 町制 駅川町       | 昭和42年4月1日 宇佐市       | 平成17年3月31日 宇佐市           | 宇佐市     |
| 畑田村              | 畑田村              | 畑田村              | 駅館村                     | 駅館村                        | 昭和29年3月31日 駅川村        | 昭和30年8月1日 町制 駅川町       | 昭和42年4月1日 宇佐市       | 平成17年3月31日 宇佐市           | 宇佐市     |
| 閤村                | 閤村                | 閤村                | 駅館村                     | 駅館村                        | 昭和29年3月31日 駅川村        | 昭和30年8月1日 町制 駅川町       | 昭和42年4月1日 宇佐市       | 平成17年3月31日 宇佐市           | 宇佐市     |
| 川部村              | 川部村              | 川部村              | 駅館村                     | 駅館村                        | 昭和29年3月31日 駅川村        | 昭和30年8月1日 町制 駅川町       | 昭和42年4月1日 宇佐市       | 平成17年3月31日 宇佐市           | 宇佐市     |
| 辛島村              | 辛島村              | 辛島村              | 駅館村                     | 駅館村                        | 昭和29年3月31日 駅川村        | 昭和30年8月1日 町制 駅川町       | 昭和42年4月1日 宇佐市       | 平成17年3月31日 宇佐市           | 宇佐市     |
| 法鏡寺村            | 法鏡寺村            | 法鏡寺村            | 駅館村                     | 駅館村                        | 昭和29年3月31日 駅川村        | 昭和30年8月1日 町制 駅川町       | 昭和42年4月1日 宇佐市       | 平成17年3月31日 宇佐市           | 宇佐市     |
| 中原村              | 中原村              | 中原村              | 豊川村                     | 豊川村                        | 昭和29年3月31日 駅川村        | 昭和30年8月1日 町制 駅川町       | 昭和42年4月1日 宇佐市       | 平成17年3月31日 宇佐市           | 宇佐市     |
| 樋田村              | 樋田村              | 樋田村              | 豊川村                     | 豊川村                        | 昭和29年3月31日 駅川村        | 昭和30年8月1日 町制 駅川町       | 昭和42年4月1日 宇佐市       | 平成17年3月31日 宇佐市           | 宇佐市     |
| 別府村              | 別府村              | 別府村              | 豊川村                     | 豊川村                        | 昭和29年3月31日 駅川村        | 昭和30年8月1日 町制 駅川町       | 昭和42年4月1日 宇佐市       | 平成17年3月31日 宇佐市           | 宇佐市     |
| 大塚村              | 大塚村              | 大塚村              | 豊川村                     | 豊川村                        | 昭和29年3月31日 駅川村        | 昭和30年8月1日 町制 駅川町       | 昭和42年4月1日 宇佐市       | 平成17年3月31日 宇佐市           | 宇佐市     |
| 山本村              | 山本村              | 山本村              | 豊川村                     | 豊川村                        | 昭和29年3月31日 駅川村        | 昭和30年8月1日 町制 駅川町       | 昭和42年4月1日 宇佐市       | 平成17年3月31日 宇佐市           | 宇佐市     |
| 上拝田村            | 上拝田村            | 上拝田村            | 豊川村                     | 豊川村                        | 昭和29年3月31日 駅川村        | 昭和30年8月1日 町制 駅川町       | 昭和42年4月1日 宇佐市       | 平成17年3月31日 宇佐市           | 宇佐市     |
| 下拝田村            | 下拝田村            | 下拝田村            | 豊川村                     | 豊川村                        | 昭和29年3月31日 駅川村        | 昭和30年8月1日 町制 駅川町       | 昭和42年4月1日 宇佐市       | 平成17年3月31日 宇佐市           | 宇佐市     |
| 正覚寺村            | 一部                | 正覚寺村            | 西馬城村                   | 西馬城村                      | 昭和29年3月31日 駅川村        | 昭和30年8月1日 町制 駅川町       | 昭和42年4月1日 宇佐市       | 平成17年3月31日 宇佐市           | 宇佐市     |
| 正覚寺村            | 一部                | 正覚寺村            | 西馬城村                   | 西馬城村                      | 昭和29年3月31日 駅川村        | 昭和30年1月1日 安心院町          | 安心院町                    | 平成17年3月31日 宇佐市           | 宇佐市     |
| 平ヶ倉村            | 平ヶ倉村            | 平ヶ倉村            | 西馬城村                   | 西馬城村                      | 昭和29年3月31日 駅川村        | 昭和30年1月1日 安心院町          | 安心院町                    | 平成17年3月31日 宇佐市           | 宇佐市     |
| 熊村                | 一部                | 熊村                | 西馬城村                   | 西馬城村                      | 昭和29年3月31日 駅川村        | 昭和30年1月1日 安心院町          | 安心院町                    | 平成17年3月31日 宇佐市           | 宇佐市     |
| 熊村                | 一部                | 熊村                | 西馬城村                   | 西馬城村                      | 昭和29年3月31日 駅川村        | 昭和30年8月1日 町制 駅川町       | 昭和42年4月1日 宇佐市       | 平成17年3月31日 宇佐市           | 宇佐市     |
| 上矢部村            | 上矢部村            | 上矢部村            | 西馬城村                   | 西馬城村                      | 昭和29年3月31日 駅川村        | 昭和30年8月1日 町制 駅川町       | 昭和42年4月1日 宇佐市       | 平成17年3月31日 宇佐市           | 宇佐市     |
| 下矢部村            | 下矢部村            | 下矢部村            | 西馬城村                   | 西馬城村                      | 昭和29年3月31日 駅川村        | 昭和30年8月1日 町制 駅川町       | 昭和42年4月1日 宇佐市       | 平成17年3月31日 宇佐市           | 宇佐市     |
| 景平村              | 景平村              | 景平村              | 院内村                     | 院内村                        | 院内村                        | 昭和30年1月1日 院内村            | 昭和35年10月1日 町制 院内町 | 平成17年3月31日 宇佐市           | 宇佐市     |
| 落ヶ倉村            | 落ヶ倉村            | 落ヶ倉村            | 院内村                     | 院内村                        | 院内村                        | 昭和30年1月1日 院内村            | 昭和35年10月1日 町制 院内町 | 平成17年3月31日 宇佐市           | 宇佐市     |
| 斎藤村              | 斎藤村              | 斎藤村              | 院内村                     | 院内村                        | 院内村                        | 昭和30年1月1日 院内村            | 昭和35年10月1日 町制 院内町 | 平成17年3月31日 宇佐市           | 宇佐市     |
| 宮原村              | 宮原村              | 宮原村              | 院内村                     | 院内村                        | 院内村                        | 昭和30年1月1日 院内村            | 昭和35年10月1日 町制 院内町 | 平成17年3月31日 宇佐市           | 宇佐市     |
| 大門村              | 大門村              | 大門村              | 院内村                     | 院内村                        | 院内村                        | 昭和30年1月1日 院内村            | 昭和35年10月1日 町制 院内町 | 平成17年3月31日 宇佐市           | 宇佐市     |
| 月俣村              | 月俣村              | 月俣村              | 院内村                     | 院内村                        | 院内村                        | 昭和30年1月1日 院内村            | 昭和35年10月1日 町制 院内町 | 平成17年3月31日 宇佐市           | 宇佐市     |
| 定別当村            | 定別当村            | 定別当村            | 院内村                     | 院内村                        | 院内村                        | 昭和30年1月1日 院内村            | 昭和35年10月1日 町制 院内町 | 平成17年3月31日 宇佐市           | 宇佐市     |
| 上副村              | 上副村              | 副村                | 東院内村                   | 東院内村                      | 東院内村                      | 昭和30年1月1日 院内村            | 昭和35年10月1日 町制 院内町 | 平成17年3月31日 宇佐市           | 宇佐市     |
| 下副村              |                     | 副村                | 東院内村                   | 東院内村                      | 東院内村                      | 昭和30年1月1日 院内村            | 昭和35年10月1日 町制 院内町 | 平成17年3月31日 宇佐市           | 宇佐市     |
| 二日市村            | 二日市村            | 二日市村            | 東院内村                   | 東院内村                      | 東院内村                      | 昭和30年1月1日 院内村            | 昭和35年10月1日 町制 院内町 | 平成17年3月31日 宇佐市           | 宇佐市     |
| 大副村              | 大副村              | 大副村              | 東院内村                   | 東院内村                      | 東院内村                      | 昭和30年1月1日 院内村            | 昭和35年10月1日 町制 院内町 | 平成17年3月31日 宇佐市           | 宇佐市     |
| 御沓村              | 御沓村              | 御沓村              | 東院内村                   | 東院内村                      | 東院内村                      | 昭和30年1月1日 院内村            | 昭和35年10月1日 町制 院内町 | 平成17年3月31日 宇佐市           | 宇佐市     |
| 山城村              | 山城村              | 山城村              | 東院内村                   | 東院内村                      | 東院内村                      | 昭和30年1月1日 院内村            | 昭和35年10月1日 町制 院内町 | 平成17年3月31日 宇佐市           | 宇佐市     |
| 原口村              | 原口村              | 原口村              | 東院内村                   | 東院内村                      | 東院内村                      | 昭和30年1月1日 院内村            | 昭和35年10月1日 町制 院内町 | 平成17年3月31日 宇佐市           | 宇佐市     |
| 五名村              | 五名村              | 五名村              | 東院内村                   | 東院内村                      | 東院内村                      | 昭和30年1月1日 院内村            | 昭和35年10月1日 町制 院内町 | 平成17年3月31日 宇佐市           | 宇佐市     |
| 日岳村              | 日岳村              | 日岳村              | 東院内村                   | 東院内村                      | 東院内村                      | 昭和30年1月1日 院内村            | 昭和35年10月1日 町制 院内町 | 平成17年3月31日 宇佐市           | 宇佐市     |
| 下恵良村            | 下恵良村            | 下恵良村            | 南院内村                   | 南院内村                      | 南院内村                      | 昭和30年1月1日 院内村            | 昭和35年10月1日 町制 院内町 | 平成17年3月31日 宇佐市           | 宇佐市     |
| 田所村              | 田所村              | 田所村              | 南院内村                   | 南院内村                      | 南院内村                      | 昭和30年1月1日 院内村            | 昭和35年10月1日 町制 院内町 | 平成17年3月31日 宇佐市           | 宇佐市     |
| 野地村              | 野地村              | 野地村              | 南院内村                   | 南院内村                      | 南院内村                      | 昭和30年1月1日 院内村            | 昭和35年10月1日 町制 院内町 | 平成17年3月31日 宇佐市           | 宇佐市     |
| 温見村              | 温見村              | 温見村              | 南院内村                   | 南院内村                      | 南院内村                      | 昭和30年1月1日 院内村            | 昭和35年10月1日 町制 院内町 | 平成17年3月31日 宇佐市           | 宇佐市     |
| 上恵良村            | 上恵良村            | 上恵良村            | 南院内村                   | 南院内村                      | 南院内村                      | 昭和30年1月1日 院内村            | 昭和35年10月1日 町制 院内町 | 平成17年3月31日 宇佐市           | 宇佐市     |
| 西椎屋村            | 西椎屋村            | 西椎屋村            | 南院内村                   | 南院内村                      | 南院内村                      | 昭和30年1月1日 院内村            | 昭和35年10月1日 町制 院内町 | 平成17年3月31日 宇佐市           | 宇佐市     |
| 来鉢村              | 来鉢村              | 来鉢村              | 南院内村                   | 南院内村                      | 南院内村                      | 昭和30年1月1日 院内村            | 昭和35年10月1日 町制 院内町 | 平成17年3月31日 宇佐市           | 宇佐市     |
| 和田村              | 和田村              | 和田村              | 南院内村                   | 南院内村                      | 南院内村                      | 昭和30年1月1日 院内村            | 昭和35年10月1日 町制 院内町 | 平成17年3月31日 宇佐市           | 宇佐市     |
| 羽馬礼村            | 羽馬礼村            | 羽馬礼村            | 南院内村                   | 南院内村                      | 南院内村                      | 昭和30年1月1日 院内村            | 昭和35年10月1日 町制 院内町 | 平成17年3月31日 宇佐市           | 宇佐市     |
| 田平村              | 田平村              | 田平村              | 南院内村                   | 南院内村                      | 南院内村                      | 昭和30年1月1日 院内村            | 昭和35年10月1日 町制 院内町 | 平成17年3月31日 宇佐市           | 宇佐市     |
| 台村                | 台村                | 台村                | 南院内村                   | 南院内村                      | 南院内村                      | 昭和30年1月1日 院内村            | 昭和35年10月1日 町制 院内町 | 平成17年3月31日 宇佐市           | 宇佐市     |
| 土岩屋村            | 土岩屋村            | 土岩屋村            | 南院内村                   | 南院内村                      | 南院内村                      | 昭和30年1月1日 院内村            | 昭和35年10月1日 町制 院内町 | 平成17年3月31日 宇佐市           | 宇佐市     |
| 荻迫村              | 荻迫村              | 荻迫村              | 南院内村                   | 南院内村                      | 南院内村                      | 昭和30年1月1日 院内村            | 昭和35年10月1日 町制 院内町 | 平成17年3月31日 宇佐市           | 宇佐市     |
| 平原村              | 平原村              | 平原村              | 南院内村                   | 南院内村                      | 南院内村                      | 昭和30年1月1日 院内村            | 昭和35年10月1日 町制 院内町 | 平成17年3月31日 宇佐市           | 宇佐市     |
| 大坪村              | 大坪村              | 大坪村              | 南院内村                   | 南院内村                      | 南院内村                      | 昭和30年1月1日 院内村            | 昭和35年10月1日 町制 院内町 | 平成17年3月31日 宇佐市           | 宇佐市     |
| 下余村              | 下余村              | 下余村              | 南院内村                   | 南院内村                      | 南院内村                      | 昭和30年1月1日 院内村            | 昭和35年10月1日 町制 院内町 | 平成17年3月31日 宇佐市           | 宇佐市     |
| 上納持村            | 上納持村            | 上納持村            | 南院内村                   | 南院内村                      | 南院内村                      | 昭和30年1月1日 院内村            | 昭和35年10月1日 町制 院内町 | 平成17年3月31日 宇佐市           | 宇佐市     |
| 上余村              | 上余村              | 上余村              | 南院内村                   | 南院内村                      | 南院内村                      | 昭和30年1月1日 院内村            | 昭和35年10月1日 町制 院内町 | 平成17年3月31日 宇佐市           | 宇佐市     |
| 栗山村              | 栗山村              | 栗山村              | 南院内村                   | 南院内村                      | 南院内村                      | 昭和30年1月1日 院内村            | 昭和35年10月1日 町制 院内町 | 平成17年3月31日 宇佐市           | 宇佐市     |
| 岡村                | 岡村                | 岡村                | 南院内村                   | 南院内村                      | 南院内村                      | 昭和30年1月1日 院内村            | 昭和35年10月1日 町制 院内町 | 平成17年3月31日 宇佐市           | 宇佐市     |
| 小平村              | 小平村              | 小平村              | 南院内村                   | 南院内村                      | 南院内村                      | 昭和30年1月1日 院内村            | 昭和35年10月1日 町制 院内町 | 平成17年3月31日 宇佐市           | 宇佐市     |
| 滝貞村              | 滝貞村              | 滝貞村              | 南院内村                   | 南院内村                      | 南院内村                      | 昭和30年1月1日 院内村            | 昭和35年10月1日 町制 院内町 | 平成17年3月31日 宇佐市           | 宇佐市     |
| 香下村              | 香下村              | 香下村              | 両川村                     | 両川村                        | 両川村                        | 昭和30年1月1日 院内村            | 昭和35年10月1日 町制 院内町 | 平成17年3月31日 宇佐市           | 宇佐市     |
| 北山村              | 北山村              | 北山村              | 両川村                     | 両川村                        | 両川村                        | 昭和30年1月1日 院内村            | 昭和35年10月1日 町制 院内町 | 平成17年3月31日 宇佐市           | 宇佐市     |
| 沖村                | 沖村                | 沖村                | 両川村                     | 両川村                        | 両川村                        | 昭和30年1月1日 院内村            | 昭和35年10月1日 町制 院内町 | 平成17年3月31日 宇佐市           | 宇佐市     |
| 広瀬村              | 広瀬村              | 広瀬村              | 両川村                     | 両川村                        | 両川村                        | 昭和30年1月1日 院内村            | 昭和35年10月1日 町制 院内町 | 平成17年3月31日 宇佐市           | 宇佐市     |
| 小坂村              | 小坂村              | 小坂村              | 両川村                     | 両川村                        | 両川村                        | 昭和30年1月1日 院内村            | 昭和35年10月1日 町制 院内町 | 平成17年3月31日 宇佐市           | 宇佐市     |
| 新洞村              | 新洞村              | 新洞村              | 両川村                     | 両川村                        | 両川村                        | 昭和30年1月1日 院内村            | 昭和35年10月1日 町制 院内町 | 平成17年3月31日 宇佐市           | 宇佐市     |
| 櫛野村              | 櫛野村              | 櫛野村              | 両川村                     | 両川村                        | 両川村                        | 昭和30年1月1日 院内村            | 昭和35年10月1日 町制 院内町 | 平成17年3月31日 宇佐市           | 宇佐市     |
| 小稲村              | 小稲村              | 小稲村              | 高並村                     | 高並村                        | 高並村                        | 昭和30年1月1日 院内村            | 昭和35年10月1日 町制 院内町 | 平成17年3月31日 宇佐市           | 宇佐市     |
| 高並村              | 高並村              | 高並村              | 高並村                     | 高並村                        | 高並村                        | 昭和30年1月1日 院内村            | 昭和35年10月1日 町制 院内町 | 平成17年3月31日 宇佐市           | 宇佐市     |
| 下舟木村            | 下舟木村            | 下舟木村            | 高並村                     | 高並村                        | 高並村                        | 昭和30年1月1日 院内村            | 昭和35年10月1日 町制 院内町 | 平成17年3月31日 宇佐市           | 宇佐市     |
| 上舟木村            | 上舟木村            | 上舟木村            | 高並村                     | 高並村                        | 高並村                        | 昭和30年1月1日 院内村            | 昭和35年10月1日 町制 院内町 | 平成17年3月31日 宇佐市           | 宇佐市     |
| 大重見村            | 大重見村            | 大重見村            | 高並村                     | 高並村                        | 高並村                        | 昭和30年1月1日 院内村            | 昭和35年10月1日 町制 院内町 | 平成17年3月31日 宇佐市           | 宇佐市     |
| 小野川内村          | 小野川内村          | 小野川内村          | 高並村                     | 高並村                        | 高並村                        | 昭和30年1月1日 院内村            | 昭和35年10月1日 町制 院内町 | 平成17年3月31日 宇佐市           | 宇佐市     |
| 佐田村              | 佐田村              | 佐田村              | 佐田村                     | 佐田村                        | 佐田村                        | 昭和30年1月1日 安心院町          | 安心院町                    | 平成17年3月31日 宇佐市           | 宇佐市     |
| 塔尾村              | 塔尾村              | 塔尾村              | 佐田村                     | 佐田村                        | 佐田村                        | 昭和30年1月1日 安心院町          | 安心院町                    | 平成17年3月31日 宇佐市           | 宇佐市     |
| 大見尾村            | 大見尾村            | 大見尾村            | 佐田村                     | 佐田村                        | 佐田村                        | 昭和30年1月1日 安心院町          | 安心院町                    | 平成17年3月31日 宇佐市           | 宇佐市     |
| 矢津村              | 矢津村              | 矢津村              | 佐田村                     | 佐田村                        | 佐田村                        | 昭和30年1月1日 安心院町          | 安心院町                    | 平成17年3月31日 宇佐市           | 宇佐市     |
| 広谷村              | 広谷村              | 広谷村              | 佐田村                     | 佐田村                        | 佐田村                        | 昭和30年1月1日 安心院町          | 安心院町                    | 平成17年3月31日 宇佐市           | 宇佐市     |
| 口ノ坪村            | 口ノ坪村            | 口ノ坪村            | 佐田村                     | 佐田村                        | 佐田村                        | 昭和30年1月1日 安心院町          | 安心院町                    | 平成17年3月31日 宇佐市           | 宇佐市     |
| 笹ヶ平村            | 笹ヶ平村            | 笹ヶ平村            | 佐田村                     | 佐田村                        | 佐田村                        | 昭和30年1月1日 安心院町          | 安心院町                    | 平成17年3月31日 宇佐市           | 宇佐市     |
| 古川村              | 古川村              | 古川村              | 佐田村                     | 佐田村                        | 佐田村                        | 昭和30年1月1日 安心院町          | 安心院町                    | 平成17年3月31日 宇佐市           | 宇佐市     |
| 内川野村            | 内川野村            | 内川野村            | 佐田村                     | 佐田村                        | 佐田村                        | 昭和30年1月1日 安心院町          | 安心院町                    | 平成17年3月31日 宇佐市           | 宇佐市     |
| 山蔵村              | 山蔵村              | 山蔵村              | 佐田村                     | 佐田村                        | 佐田村                        | 昭和30年1月1日 安心院町          | 安心院町                    | 平成17年3月31日 宇佐市           | 宇佐市     |
| 房ヶ畑村            | 房ヶ畑村            | 房ヶ畑村            | 佐田村                     | 佐田村                        | 佐田村                        | 昭和30年1月1日 安心院町          | 安心院町                    | 平成17年3月31日 宇佐市           | 宇佐市     |
| 且尾村              | 且尾村              | 且尾村              | 佐田村                     | 佐田村                        | 佐田村                        | 昭和30年1月1日 安心院町          | 安心院町                    | 平成17年3月31日 宇佐市           | 宇佐市     |
| 矢崎村              | 矢崎村              | 矢崎村              | 佐田村                     | 佐田村                        | 佐田村                        | 昭和30年1月1日 安心院町          | 安心院町                    | 平成17年3月31日 宇佐市           | 宇佐市     |
| 久井田村            | 久井田村            | 久井田村            | 佐田村                     | 佐田村                        | 佐田村                        | 昭和30年1月1日 安心院町          | 安心院町                    | 平成17年3月31日 宇佐市           | 宇佐市     |
| 木裳村              | 木裳村              | 木裳村              | 安心院村                   | 昭和13年10月1日 町制 安心院町 | 安心院町                      | 昭和30年1月1日 安心院町          | 安心院町                    | 平成17年3月31日 宇佐市           | 宇佐市     |
| 妻垣村              | 妻垣村              | 妻垣村              | 安心院村                   | 昭和13年10月1日 町制 安心院町 | 安心院町                      | 昭和30年1月1日 安心院町          | 安心院町                    | 平成17年3月31日 宇佐市           | 宇佐市     |
| 大口田村            |                     | 妻垣村              | 安心院村                   | 昭和13年10月1日 町制 安心院町 | 安心院町                      | 昭和30年1月1日 安心院町          | 安心院町                    | 平成17年3月31日 宇佐市           | 宇佐市     |
| 古市村              | 古市村              | 古市村              | 安心院村                   | 昭和13年10月1日 町制 安心院町 | 安心院町                      | 昭和30年1月1日 安心院町          | 安心院町                    | 平成17年3月31日 宇佐市           | 宇佐市     |
| 上市村              | 上市村              | 上市村              | 安心院村                   | 昭和13年10月1日 町制 安心院町 | 安心院町                      | 昭和30年1月1日 安心院町          | 安心院町                    | 平成17年3月31日 宇佐市           | 宇佐市     |
| 折敷田村            | 折敷田村            | 折敷田村            | 安心院村                   | 昭和13年10月1日 町制 安心院町 | 安心院町                      | 昭和30年1月1日 安心院町          | 安心院町                    | 平成17年3月31日 宇佐市           | 宇佐市     |
| 南毛村              | 南毛村              | 下毛村              | 安心院村                   | 昭和13年10月1日 町制 安心院町 | 安心院町                      | 昭和30年1月1日 安心院町          | 安心院町                    | 平成17年3月31日 宇佐市           | 宇佐市     |
| 下市村              |                     | 下毛村              | 安心院村                   | 昭和13年10月1日 町制 安心院町 | 安心院町                      | 昭和30年1月1日 安心院町          | 安心院町                    | 平成17年3月31日 宇佐市           | 宇佐市     |
| 原村                | 原村                | 原村                | 安心院村                   | 昭和13年10月1日 町制 安心院町 | 安心院町                      | 昭和30年1月1日 安心院町          | 安心院町                    | 平成17年3月31日 宇佐市           | 宇佐市     |
| 飯田村              | 飯田村              | 飯田村              | 安心院村                   | 昭和13年10月1日 町制 安心院町 | 安心院町                      | 昭和30年1月1日 安心院町          | 安心院町                    | 平成17年3月31日 宇佐市           | 宇佐市     |
| 新原村              | 新原村              | 新原村              | 安心院村                   | 昭和13年10月1日 町制 安心院町 | 安心院町                      | 昭和30年1月1日 安心院町          | 安心院町                    | 平成17年3月31日 宇佐市           | 宇佐市     |
| 庄村                | 庄村                | 庄村                | 安心院村                   | 昭和13年10月1日 町制 安心院町 | 安心院町                      | 昭和30年1月1日 安心院町          | 安心院町                    | 平成17年3月31日 宇佐市           | 宇佐市     |
| 戸方村              | 戸方村              | 戸方村              | 安心院村                   | 昭和13年10月1日 町制 安心院町 | 安心院町                      | 昭和30年1月1日 安心院町          | 安心院町                    | 平成17年3月31日 宇佐市           | 宇佐市     |
| 竜王村              | 竜王村              | 竜王村              | 竜王村                     | 竜王村                        | 昭和26年4月1日 安心院町に編入 | 昭和30年1月1日 安心院町          | 安心院町                    | 平成17年3月31日 宇佐市           | 宇佐市     |
| 恒松村              | 恒松村              | 恒松村              | 竜王村                     | 竜王村                        | 昭和26年4月1日 安心院町に編入 | 昭和30年1月1日 安心院町          | 安心院町                    | 平成17年3月31日 宇佐市           | 宇佐市     |
| 田ノ口村            | 田ノ口村            | 田ノ口村            | 竜王村                     | 竜王村                        | 昭和26年4月1日 安心院町に編入 | 昭和30年1月1日 安心院町          | 安心院町                    | 平成17年3月31日 宇佐市           | 宇佐市     |
| 大仏村              | 大仏村              | 大仏村              | 竜王村                     | 竜王村                        | 昭和26年4月1日 安心院町に編入 | 昭和30年1月1日 安心院町          | 安心院町                    | 平成17年3月31日 宇佐市           | 宇佐市     |
| 辻村                | 辻村                | 辻村                | 竜王村                     | 竜王村                        | 昭和26年4月1日 安心院町に編入 | 昭和30年1月1日 安心院町          | 安心院町                    | 平成17年3月31日 宇佐市           | 宇佐市     |
| 今井村              | 今井村              | 今井村              | 竜王村                     | 竜王村                        | 昭和26年4月1日 深見村         | 昭和30年1月1日 安心院町          | 安心院町                    | 平成17年3月31日 宇佐市           | 宇佐市     |
| 大村                | 大村                | 大村                | 竜王村                     | 竜王村                        | 昭和26年4月1日 深見村         | 昭和30年1月1日 安心院町          | 安心院町                    | 平成17年3月31日 宇佐市           | 宇佐市     |
| 有徳原村            | 有徳原村            | 有徳原村            | 竜王村                     | 竜王村                        | 昭和26年4月1日 深見村         | 昭和30年1月1日 安心院町          | 安心院町                    | 平成17年3月31日 宇佐市           | 宇佐市     |
| 野山村              | 野山村              | 野山村              | 竜王村                     | 竜王村                        | 昭和26年4月1日 深見村         | 昭和30年1月1日 安心院町          | 安心院町                    | 平成17年3月31日 宇佐市           | 宇佐市     |
| 森村                | 森村                | 森村                | 竜王村                     | 竜王村                        | 昭和26年4月1日 深見村         | 昭和30年1月1日 安心院町          | 安心院町                    | 平成17年3月31日 宇佐市           | 宇佐市     |
| 鳥越村              | 鳥越村              | 鳥越村              | 竜王村                     | 竜王村                        | 昭和26年4月1日 深見村         | 昭和30年1月1日 安心院町          | 安心院町                    | 平成17年3月31日 宇佐市           | 宇佐市     |
| 中山村              | 中山村              | 中山村              | 竜王村                     | 竜王村                        | 昭和26年4月1日 深見村         | 昭和30年1月1日 安心院町          | 安心院町                    | 平成17年3月31日 宇佐市           | 宇佐市     |
| 衲屋敷村            | 衲屋敷村            | 西衲村              | 竜王村                     | 竜王村                        | 昭和26年4月1日 深見村         | 昭和30年1月1日 安心院町          | 安心院町                    | 平成17年3月31日 宇佐市           | 宇佐市     |
| 西光寺村            |                     | 西衲村              | 竜王村                     | 竜王村                        | 昭和26年4月1日 深見村         | 昭和30年1月1日 安心院町          | 安心院町                    | 平成17年3月31日 宇佐市           | 宇佐市     |
| 上内河野村          | 上内河野村          | 上内河野村          | 明治村                     | 明治村                        | 昭和26年4月1日 深見村         | 昭和30年1月1日 安心院町          | 安心院町                    | 平成17年3月31日 宇佐市           | 宇佐市     |
| 福貴野村            | 福貴野村            | 福貴野村            | 明治村                     | 明治村                        | 昭和26年4月1日 深見村         | 昭和30年1月1日 安心院町          | 安心院町                    | 平成17年3月31日 宇佐市           | 宇佐市     |
| 寒水村              | 寒水村              | 寒水村              | 明治村                     | 明治村                        | 昭和26年4月1日 深見村         | 昭和30年1月1日 安心院町          | 安心院町                    | 平成17年3月31日 宇佐市           | 宇佐市     |
| 元村                | 元村                | 元村                | 明治村                     | 明治村                        | 昭和26年4月1日 深見村         | 昭和30年1月1日 安心院町          | 安心院町                    | 平成17年3月31日 宇佐市           | 宇佐市     |
| 山ノ口村            | 山ノ口村            | 山ノ口村            | 明治村                     | 明治村                        | 昭和26年4月1日 深見村         | 昭和30年1月1日 安心院町          | 安心院町                    | 平成17年3月31日 宇佐市           | 宇佐市     |
| 畳石村              | 畳石村              | 畳石村              | 明治村                     | 明治村                        | 昭和26年4月1日 深見村         | 昭和30年1月1日 安心院町          | 安心院町                    | 平成17年3月31日 宇佐市           | 宇佐市     |
| 水車村              | 水車村              | 水車村              | 明治村                     | 明治村                        | 昭和26年4月1日 深見村         | 昭和30年1月1日 安心院町          | 安心院町                    | 平成17年3月31日 宇佐市           | 宇佐市     |
| 広連村              | 広連村              | 広連村              | 明治村                     | 明治村                        | 昭和26年4月1日 深見村         | 昭和30年1月1日 安心院町          | 安心院町                    | 平成17年3月31日 宇佐市           | 宇佐市     |
| 矢上村              | 矢上村              | 矢畑村              | 明治村                     | 明治村                        | 昭和26年4月1日 深見村         | 昭和30年1月1日 安心院町          | 安心院町                    | 平成17年3月31日 宇佐市           | 宇佐市     |
| 上畑村              |                     | 矢畑村              | 明治村                     | 明治村                        | 昭和26年4月1日 深見村         | 昭和30年1月1日 安心院町          | 安心院町                    | 平成17年3月31日 宇佐市           | 宇佐市     |
| 下内河野村          | 下内河野村          | 下内河野村          | 明治村                     | 明治村                        | 昭和26年4月1日 深見村         | 昭和30年1月1日 安心院町          | 安心院町                    | 平成17年3月31日 宇佐市           | 宇佐市     |
| 筌ノ口村            | 筌ノ口村            | 筌ノ口村            | 明治村                     | 明治村                        | 昭和26年4月1日 深見村         | 昭和30年1月1日 安心院町          | 安心院町                    | 平成17年3月31日 宇佐市           | 宇佐市     |
| 番木村              | 番木村              | 番木村              | 明治村                     | 明治村                        | 昭和26年4月1日 深見村         | 昭和30年1月1日 安心院町          | 安心院町                    | 平成17年3月31日 宇佐市           | 宇佐市     |
| 仏木村              | 仏木村              | 仏木村              | 明治村                     | 明治村                        | 昭和26年4月1日 深見村         | 昭和30年1月1日 安心院町          | 安心院町                    | 平成17年3月31日 宇佐市           | 宇佐市     |
| 村部村              | 村部村              | 村部村              | 明治村                     | 明治村                        | 昭和26年4月1日 深見村         | 昭和30年1月1日 安心院町          | 安心院町                    | 平成17年3月31日 宇佐市           | 宇佐市     |
| 境坪村              | 境坪村              | 境坪村              | 明治村                     | 明治村                        | 昭和26年4月1日 深見村         | 昭和30年1月1日 安心院町          | 安心院町                    | 平成17年3月31日 宇佐市           | 宇佐市     |
| 川底村              | 川底村              | 川底村              | 明治村                     | 明治村                        | 昭和26年4月1日 深見村         | 昭和30年1月1日 安心院町          | 安心院町                    | 平成17年3月31日 宇佐市           | 宇佐市     |
| 新貝村              | 新貝村              | 新貝村              | 明治村                     | 明治村                        | 昭和26年4月1日 深見村         | 昭和30年1月1日 安心院町          | 安心院町                    | 平成17年3月31日 宇佐市           | 宇佐市     |
| 船板村              | 船板村              | 船板村              | 明治村                     | 明治村                        | 昭和26年4月1日 深見村         | 昭和30年1月1日 安心院町          | 安心院町                    | 平成17年3月31日 宇佐市           | 宇佐市     |
| 平山村              | 平山村              | 平山村              | 明治村                     | 明治村                        | 昭和26年4月1日 深見村         | 昭和30年1月1日 安心院町          | 安心院町                    | 平成17年3月31日 宇佐市           | 宇佐市     |
| 六郎丸村            | 六郎丸村            | 六郎丸村            | 津房村                     | 津房村                        | 津房村                        | 昭和30年1月1日 安心院町          | 安心院町                    | 平成17年3月31日 宇佐市           | 宇佐市     |
| 上楢本村            | 上楢本村            | 楢本村              | 津房村                     | 津房村                        | 津房村                        | 昭和30年1月1日 安心院町          | 安心院町                    | 平成17年3月31日 宇佐市           | 宇佐市     |
| 下楢本村            |                     | 楢本村              | 津房村                     | 津房村                        | 津房村                        | 昭和30年1月1日 安心院町          | 安心院町                    | 平成17年3月31日 宇佐市           | 宇佐市     |
| 東恵良村            | 東恵良村            | 東恵良村            | 津房村                     | 津房村                        | 津房村                        | 昭和30年1月1日 安心院町          | 安心院町                    | 平成17年3月31日 宇佐市           | 宇佐市     |
| 尾立村              | 尾立村              | 尾立村              | 津房村                     | 津房村                        | 津房村                        | 昭和30年1月1日 安心院町          | 安心院町                    | 平成17年3月31日 宇佐市           | 宇佐市     |
| 川崎村              | 川崎村              | 川崎村              | 津房村                     | 津房村                        | 津房村                        | 昭和30年1月1日 安心院町          | 安心院町                    | 平成17年3月31日 宇佐市           | 宇佐市     |
| 板場村              | 板場村              | 板場村              | 津房村                     | 津房村                        | 津房村                        | 昭和30年1月1日 安心院町          | 安心院町                    | 平成17年3月31日 宇佐市           | 宇佐市     |
| 松本村              | 松本村              | 松本村              | 津房村                     | 津房村                        | 津房村                        | 昭和30年1月1日 安心院町          | 安心院町                    | 平成17年3月31日 宇佐市           | 宇佐市     |
| 萱籠村              | 萱籠村              | 萱籠村              | 津房村                     | 津房村                        | 津房村                        | 昭和30年1月1日 安心院町          | 安心院町                    | 平成17年3月31日 宇佐市           | 宇佐市     |
| 東椎屋村            | 東椎屋村            | 東椎屋村            | 津房村                     | 津房村                        | 津房村                        | 昭和30年1月1日 安心院町          | 安心院町                    | 平成17年3月31日 宇佐市           | 宇佐市     |
| 若林村              | 若林村              | 若林村              | 津房村                     | 津房村                        | 津房村                        | 昭和30年1月1日 安心院町          | 安心院町                    | 平成17年3月31日 宇佐市           | 宇佐市     |
| 五郎丸村            | 五郎丸村            | 五郎丸村            | 津房村                     | 津房村                        | 津房村                        | 昭和30年1月1日 安心院町          | 安心院町                    | 平成17年3月31日 宇佐市           | 宇佐市     |
| 速見郡南畑村 の一部 | 速見郡南畑村 の一部 | 速見郡南畑村の一部  | 速見郡 南端村 の一部       | 速見郡南端村の一部            | 速見郡南端村の一部            | 昭和30年3月31日 安心院町に編入   | 安心院町                    | 平成17年3月31日 宇佐市           | 宇佐市     |

## 行政
- 歴代郡長

| 代 | 氏名 | 就任年月日                | 退任年月日                | 備考                   |
| -- | ---- | ------------------------- | ------------------------- | ---------------------- |
| 1  |      | 明治11年（1878年）11月1日 |                           |                        |
|    |      |                           | 大正15年（1926年）6月30日 | 郡役所廃止により、廃官 |